# Fórum de Desenvolvimento Sociocultural da Região Metropolitana de Patos e do Pajeú
O Fórum de Desenvolvimento Sociocultural da Região Metropolitana de Patos e do Pajeú é uma associação privada e instituição social, apoiada pelo Criança Esperança, que surgiu em 1988 e foi oficializado em 1999. O objetivo é trabalhar pela melhoria da qualidade de vida da população pobre de Patos.